# Barney Glaser
Barney Glaser (ur. 1930, zm. 2022)- amerykański socjolog, jeden z twórców metodologii teorii ugruntowanej.
Autor książki metodologicznej "Theoretical Sensitivity" oraz wielu prac napisanych wspólnie z Anselmem Straussem.